# جورج بردبرن (بازیکن فوتبال)
جورج بردبرن (انگلیسی: George Bradburn؛ 1894 – ۱۹۷۵ (۸۰−۸۱ سال)) بازیکن فوتبال اهل بریتانیا بود.
از باشگاه‌هایی که در آن بازی کرده‌است می‌توان به باشگاه فوتبال ساوت‌همپتون و باشگاه فوتبال والسال اشاره کرد.